# Fingolfin
Fingolfin er en person fra fantasy-romanen Silmarillion af den engelske forfatter J.R.R. Tolkien. Han var Noldornes stor-konge og gift med Anarië. Han havde flere børn, bl.a. Fingon og Turgon. Han var 2. søn af Finwë (mor: Indis).

## Fingolfins liv i Aman
Fëanor var søn af Finwë og Miriel. Han var en dygtig håndværker og på sit højdepunkt lavede han 3 ædelsten kaldet Silmarillerne.
Fëanor skattede Silmarillerne over alt andet, og blev langsomt mere og mere mistænksom overfor andre. Samtidig forsøgte Melkor (den onde, djævlen i Tolkiens univers) at skabe splid blandt Noldorne og han forsøgte at opildne Fëanors frygt for at andre ville stjæle Silmarillerne. Men det var først og fremmest Melkor selv der var ude på at stjæle Silmarillerne.
Det lykkedes Melkor at lokke Fëanor til at tro at hans halvbror Fingolfin var ude efter hans plads som arvtager efter Finwë, og Fëanor truede Fingolfin på livet. For dette blev Fëanor dømt til forvisning, og Fëanor rejste bort og tog Silmarillerne med sig.
Efter nogen tid blev Fëanor genforenet med Fingolfin og det blev klart for Fëanor at det var Melkor der selv var ude efter Silmarillerne. Ved samme tid lykkedes det dog Melkor at ødelægge De to træer, at dræbe Finwë og stjæle Silmarillerne.
Valarne (guderne) indså at de måtte have Silmarillerne for at genskabe lyset fra De to træer. Men Fëanor ville ikke give Silmarillerne fra sig (han vidste endnu ikke at de var stjålet).
Maedhros, Fëanors ældste søn kom nu for at fortælle om drabet på Finwë and tyveriet af Silmarillerne. Valarne og Noldorne forstod nu det fulde omfang af Melkors bedrageri, og han gik herefter under navnet Morgoth – den sorte fjende.
Fëanor var nu Noldornes stor-konge og han talte for at alle Noldor skulle følge ham til Midgård for at bekæmpe Morgoth og generobre Silmarillerne. Fëanor og hans syv sønner svor nu en ed om at ville bekæmpe enhver der havde Silmarillerne. Således faldt de Noldor, der hørte Fëanor's kald til kamp mod Morgoths ugerning, under "Mandos' forbandelse", idet Fëanor sværgede ved Iluvatar selv. Samtidig skete frændne-drabet idet teleri alferne ikke ville overgive deres skibe hvide skibe til Fëanor, for hans rejse tilbage til Midgård. Fingolfin selv var ikke med til at starte drabene, idet han ledet den største gruppe af Noldor og Fëanor var skyndt sig af sted i hans raseri. Da Fingolfin ser kampene på havnen tror han at, Teleri alferne agere på Valarnes bud og indtræder derfor i kampen på Fëanors side. Det var første gang der var drab mellem alle alfer.

## Fingolfins liv i Midgård
I forsøget på at nå til Midgård bad Fëanor nogle andre elvere om at udlevere deres skibe, hvilket de nægtede. Fëanor beordrede nu Noldorne til at dræbe disse elvere og det kom til kamp.
I stor anger over denne udåd drog Finarfin nu tilbage til Aman med sin hær. Han fik tilgivelse af Valarne og blev den nye stor-konge for Noldorne.
Fëanor og hans folk sejlede nu til Midgård, men ved ankomsten brændte de skibene for at ingen skulle rejse tilbage. Fingolfin måtte derfor drage over det isklædte nord for at komme til Midgård og hjælpe sin halvbror.
Før Fingolfin kom til Midgård blev Fëanor nu angrebet af Morgoths store hære. Fëanor vandt slaget og forfulgte Morgoth til hans fæstning Angband højt mod nord, men nu blev Fëanor angrebet af Balrogger og selvom han kæmpede bravt døde han kort efter af sine sår. Forinden havde han dog fået sine sønner til at gentage eden om at bekæmpe alle der havde Silmarillerne.
Fingolfins søn Fingon reddede Fëanors søn Maedhros og denne afsvor herefter sin arv som storkonge over Noldorne. Denne titel gik derfor til Fingolfin.
Efter Fëanors død og de indledende slag da Noldorne kom til Beleriand og efter at Finarfin var draget tilbage til Aman, var Fingolfin nu regerende storkonge over alle Noldorne men de facto kun over Noldorne i Beleriand. I Silmarillion fremstår Fingolfin som den mægtigste konge nogensinde i Beleriand, selvom Thingol havde et større folk og selv om Fingolfin ikke havde fuld kontrol over Fëanors 7 sønner. Alligevel kunne Fingolfin opretholde næsten 400 års belejring af Melkor. Han var en stor, måske den største, kriger og en yderst kapabel leder af sit folk både i fred og krig.
Efter de 400 års belejring kom der et mægtigt angreb fra Melkor kendt som "Den pludselige flammes slag". Fingolfin blev narret af Melkor til at tro at slaget var ved at være tabt og han udfordrede derfor Melkor til duel. Melkor frygtede Fingolfin, men kunne ikke sidde udfordringen overhørig. I duellen lykkedes det Fingolfin 7 gange at såre Melkor. Men Fingolfin blev træt og snublede og Melkor dræbte ham med sin mægtige hammer "Grond".
Melkor ønskede nu at skænde liget af Fingolfin, men den mægtige ørn Thorondor angreb Melkor og redded Fingolfins lig. Det blev fløjet til Gondolin hvor Turgon rejste en dysse over hans fars lig.